# Neoleptoneta limpida
Espèce
Synonymes
- Leptoneta limpida Gertsch, 1974

Neoleptoneta limpida est une espèce d'araignées aranéomorphes de la famille des Leptonetidae.

## Distribution
Cette espèce est endémique du Durango au Mexique. Elle se rencontre dans la grotte Cueva de los Riscos à Mapimí.

## Description
La femelle holotype mesure 1,4 mm.

## Publication originale
- Gertsch, 1974 : The spider family Leptonetidae in North America. Journal of Arachnology, vol. 1, no 3, p. 145-203 (texte original).